# Gymnosporia buchananii
Gymnosporia buchananii är en benvedsväxtart som beskrevs av Ludwig Eduard Theodor Loesener. Gymnosporia buchananii ingår i släktet Gymnosporia och familjen Celastraceae. Inga underarter finns listade.